# Tino Danieli
Tino Danieli – włoski kierowca wyścigowy.

## Kariera
W swojej karierze Tino startował głównie w wyścigach Grand Prix oraz w wyścigach samochodów sportowych. W latach 1925-1926 Włoch pojawiał się w stawce 24-godzinnego wyścigu Le Mans. W pierwszym sezonie startów odniósł zwycięstwo w klasie 2, a w klasyfikacji generalnej uplasował się na czwartej pozycji. Rok później stanął na drugim stopniu podium klasy 2, plasując się jednocześnie na piątym miejscu w końcowej klasyfikacji kierowców. W pozostałych startach jego największym sukcesem było drugie miejsce we włoskim wyścigu Mille Miglia w 1927 roku.